# Enrico da Pisa (miniaturista)
Enrico da Pisa (fl. XIII secolo) è stato un miniaturista italiano.

## Biografia
Molto poco si conosce di lui, e l'unica fonte rimasta è la Cronica di Salimbene de Adam: secondo quanto citato Enrico era un suo "intimus amicus" e lo aveva istruito nel canto nei due anni in cui visse a Siena, dal 1241 al 1243. Pertanto, la convivenza di Enrico in Oriente, che definisce lunga, con il patriarca di Antiochia, Alberto da Reggio, che era stato vescovo di Brescia, possiano supporre che fosse precedente al 1241. 
Sempre secondo la Cronica, fu invitato in Grecia da Enrico che era stato inviato nella provincia d'Oriente nel 1247. Egli decise di rendergli visita e partì per la Grecia ma non riuscì a giungere in tempo poiché Enrico era morto a Corinto poco prima che lui potesse raggiungerlo.
Secondo Salimbene era uno scrivano, miniatore e musicista che componeva sia i testi che la musica di inni sacri e musiche per la messa, ma dei suoi lavori nulla è pervenuto ai nostri giorni.